# Hoofdklasse hockey dames 2008/09
Het seizoen 2008/09 is de 28ste editie van de Nederlandse dameshoofdklasse hockey. De competitie begon 21 september 2008 en eindigde op 3 mei 2009. 
In het voorgaande jaar degradeerden Oranje Zwart en Forward. Hiervoor kwamen HGC en Hurley in de plaats.
Amsterdam wist de landstitel voor het eerst in elf jaar voor de neus van Den Bosch weg te kapen. Hurley degradeerde rechtstreeks.

## Clubs
De clubs die dit seizoen aantreden:
| Club                 | Stad             | Coach                              |
| -------------------- | ---------------- | ---------------------------------- |
| Amsterdamsche H&BC   | Amsterdam        | Robbert-Paul Aalbregt              |
| HC Den Bosch         | 's-Hertogenbosch | Robin Rösch                        |
| HGC                  | Wassenaar        | Harm Schoemaker                    |
| THC Hurley           | Amsterdam        | Eric van der Pol                   |
| HC Kampong           | Utrecht          | Derk Marijnen                      |
| HC Klein Zwitserland | Den Haag         | Ton Wisse                          |
| Larense MHC          | Laren            | Jacques Brinkman                   |
| NMHC Nijmegen        | Nijmegen         | Karen Maree                        |
| Pinoké               | Amsterdam        | Anthony Potter                     |
| HC Rotterdam         | Rotterdam        | Stijn van Roosendaal               |
| SCHC                 | Bilthoven        | Dave Smolenaars                    |
| HDM                  | Den Haag         | Caroline van Nieuwenhuyze-Leenders |

## Eindstand
Eindstand na 22 speelronden:
| #  | Club              | GS | W  | G | V  | P  | DV      | DT      | DS  |
| -- | ----------------- | -- | -- | - | -- | -- | ------- | ------- | --- |
| 1  | Den Bosch         | 22 | 20 | 1 | 1  | 61 | 97 - 27 | 97 - 27 | +70 |
| 2  | Amsterdam         | 22 | 18 | 1 | 3  | 55 | 73 - 27 | 73 - 27 | +46 |
| 3  | Laren             | 22 | 15 | 2 | 5  | 47 | 55 - 31 | 55 - 31 | +24 |
| 4  | SCHC              | 22 | 12 | 5 | 5  | 41 | 51 - 36 | 51 - 36 | +15 |
| 5  | Klein Zwitserland | 22 | 12 | 2 | 8  | 38 | 54 - 30 | 54 - 30 | +24 |
| 6  | Kampong           | 22 | 11 | 4 | 7  | 37 | 38 - 31 | 38 - 31 | +7  |
| 7  | HDM               | 22 | 7  | 6 | 9  | 27 | 35 - 46 | 35 - 46 | -11 |
| 8  | Rotterdam         | 22 | 6  | 3 | 13 | 21 | 47 - 59 | 47 - 59 | -12 |
| 9  | Nijmegen          | 22 | 6  | 3 | 13 | 21 | 32 - 53 | 32 - 53 | -21 |
| 10 | HGC               | 22 | 4  | 3 | 15 | 15 | 28 - 79 | 28 - 79 | -51 |
| 11 | Pinoké            | 22 | 2  | 2 | 18 | 8  | 16 - 57 | 16 - 57 | -41 |
| 12 | Hurley            | 22 | 1  | 4 | 17 | 7  | 24 - 74 | 24 - 74 | -50 |

### Legenda
| Afk.      | Betekenis                                                                   |
| --------- | --------------------------------------------------------------------------- |
| GS        | aantal gespeelde wedstrijden                                                |
| W         | aantal gewonnen wedstrijden                                                 |
| G         | aantal gelijk gespeelde wedstrijden                                         |
| V         | aantal verloren wedstrijden                                                 |
| P         | totaal aantal punten                                                        |
| DV        | aantal gemaakte doelpunten                                                  |
| DT        | aantal doelpunten tegen                                                     |
| DS        | doelsaldo                                                                   |
| Amsterdam | Amsterdam en Den Bosch plaatsen zich voor de Europacup 2010                 |
| Laren     | Laren en SCHC hebben zich alleen weten te plaatsen voor de play-offs        |
| HGC       | HGC en Pinoké hebben zich weten te handhaven dankzij winst in de play-offs. |
| Hurley    | Hurley is rechtstreeks gedegradeerd                                         |

## Uitslagen reguliere competitie
Informatie: zonder de play-offs.

De thuisspelende ploeg staat in de linkerkolom.
|                   | AMS | DBO | HKZ | HDM | HGC | HUR | KAM | LAR | NIJ | PIN | ROT | SCH |
| ----------------- | --- | --- | --- | --- | --- | --- | --- | --- | --- | --- | --- | --- |
| Amsterdam         |     | 2-1 | 2-1 | 3-2 | 5-0 | 5-0 | 0-1 | 4-3 | 2-1 | 6-0 | 4-2 | 4-2 |
| Den Bosch         | 3-3 |     | 2-1 | 5-1 | 7-1 | 5-2 | 3-0 | 4-0 | 6-1 | 4-0 | 4-3 | 8-3 |
| Klein Zwitserland | 2-4 | 2-4 |     | 0-1 | 4-0 | 6-1 | 3-1 | 0-1 | 2-0 | 3-0 | 4-1 | 5-0 |
| HDM               | 0-3 | 3-4 | 0-2 |     | 5-1 | 3-2 | 1-0 | 2-3 | 2-2 | 2-1 | 4-2 | 1-1 |
| HGC               | 1-7 | 0-4 | 1-4 | 2-2 |     | 4-3 | 3-5 | 0-4 | 2-1 | 3-0 | 1-1 | 0-5 |
| Hurley            | 1-4 | 2-9 | 0-2 | 0-0 | 2-3 |     | 3-3 | 1-3 | 0-2 | 1-1 | 2-3 | 0-2 |
| Kampong           | 0-3 | 0-1 | 1-1 | 2-1 | 4-1 | 3-0 |     | 3-1 | 3-1 | 2-1 | 3-0 | 2-2 |
| Laren             | 0-3 | 0-4 | 4-0 | 6-1 | 3-1 | 5-0 | 2-0 |     | 3-1 | 4-0 | 3-1 | 1-1 |
| Nijmegen          | 2-1 | 1-5 | 1-6 | 1-1 | 2-2 | 1-2 | 0-1 | 1-2 |     | 2-1 | 3-2 | 1-3 |
| Pinoké            | 0-4 | 1-4 | 2-1 | 0-1 | 3-1 | 0-0 | 2-3 | 0-2 | 0-2 |     | 1-2 | 1-2 |
| Rotterdam         | 1-3 | 0-6 | 3-3 | 5-1 | 5-1 | 4-1 | 1-1 | 2-3 | 4-5 | 5-1 |     | 0-1 |
| SCHC              | 4-1 | 1-4 | 1-2 | 1-1 | 3-0 | 6-1 | 1-0 | 2-2 | 3-1 | 3-1 | 4-0 |     |

## Topscorers
| # | Naam                 | Club              | Tot. | V  | SC | SB |
| - | -------------------- | ----------------- | ---- | -- | -- | -- |
| 1 | Maartje Paumen       | Den Bosch         | 44   | 4  | 36 | 3  |
| 2 | Alessia Padalino     | Klein Zwitserland | 19   | 9  | 10 | 0  |
|   | Vera Vorstenbosch    | Amsterdam         | 19   | 18 | 1  | 0  |
| 3 | Fieke Holman         | Amsterdam         | 18   | 0  | 16 | 2  |
| 5 | Eefke Mulder         | Nijmegen          | 17   | 8  | 8  | 1  |
| 6 | Ellen Hoog           | Amsterdam         | 16   | 15 | 1  | 0  |
| 8 | Kim Lammers          | Laren             | 15   | 13 | 2  | 0  |
|   | Claire Visser        | Rotterdam         | 15   | 0  | 15 | 0  |
|   | C. Dirkse v/d Heuvel | SCHC              | 12   | 3  | 7  | 2  |
| 9 | Julia Müller         | Laren             | 13   | 9  | 3  | 1  |

| Legenda                                                               |
| --------------------------------------------------------------------- |
| V = veld-doelpunten SC = doelpunten uit strafcorners SB = strafballen |

## Play-offs kampioenschap
Na de reguliere competitie wordt het seizoen beslist door middel van play-offs om te bepalen wie zich kampioen van Nederland mag noemen. De nummer 1 van zowel de heren als de dames neemt het op tegen de nummer 4 en de nummer 2 neemt het dan op tegen de nummer 3. De winnaars hiervan komen in de finale.
Geplaatsten: Den Bosch, Amsterdam, Laren en SCHC.
Eerste halve finales
| 9 mei 2009 12:30                |           |                                                                                   |                                                   |
| SCHC                            | 1-3 (0-1) | Den Bosch                                                                         | Scheidsrechters: Lisette Klaassen Frank van Olpen |
| 44. Caia van Maasakker (sc) 1-1 |           | 22. Vera Vorstenbosch 0-1 61. Maartje Paumen (sb) 1-2 70. Maartje Paumen (sc) 1-3 | Scheidsrechters: Lisette Klaassen Frank van Olpen |

| 9 mei 2009 12:30         |           |                                                        |                                            |
| Laren                    | 1-2 (0-0) | Amsterdam                                              | Scheidsrechters: Mirjam Wessel Arthur Pols |
| 50. Charlotte de Vos 1-2 |           | 38. Marieke Mattheussens (sc) 0-1 43. Kelly Jonker 0-2 | Scheidsrechters: Mirjam Wessel Arthur Pols |

Tweede halve finales
| 10 mei 2009 12:30                                      |           |                                       |                                                   |
| Den Bosch                                              | 2-1 (0-0) | SCHC                                  | Scheidsrechters: Stella Bartlema Mark-Jan Bouwman |
| 44. Maartje Paumen (sb) 1-1 46. Juliette Hentenaar 2-1 |           | 39. Carlien Dirkse van den Heuvel 0-1 | Scheidsrechters: Stella Bartlema Mark-Jan Bouwman |

| 10 mei 2009 12:30 |                | |                                                     |
| Amsterdam | 5-4 (1-1)(0-0) | Laren | Scheidsrechters: Caroline Brunekreef Taco den Bandt |
| 42. Ellen Hoog 1-0 Fieke Holman (sb) 2-1 Ellen Hoog (sb) 3-2 Kitty van Male (sb) 4-2 Eva Weijmar Schultz (sb) 5-3 Kiki Collot d'Escury (sb) Mist |                | 65. Willemijn Bos 1-1 Minke Smabers (sb) 2-2 Kim Lammers (sb) 3-3 Julia Muller (sb) Mist Tina Bachmann (sb) 5-4 Wieke Dijkstra (sb) Mist | Scheidsrechters: Caroline Brunekreef Taco den Bandt |

Amsterdam en Den Bosch spelen de finale.
Finale
| 17 mei 2009 12:30                              |           |                             |                                                |
| Amsterdam                                      | 2-1 (0-1) | Den Bosch                   | Scheidsrechters: Mirjam Wessel Maarten Boskamp |
| 42. Kelly Jonker 1-1 45. Kelly Jonker (sc) 2-1 |           | 27. Maartje Paumen (sc) 0-1 | Scheidsrechters: Mirjam Wessel Maarten Boskamp |

| 23 mei 2009 12:30                |                |           |                                                      |
| Den Bosch                        | 1-0 (0-0)(0-0) | Amsterdam | Scheidsrechters: Stella Bartlema Caroline Brunekreef |
| 73. Emilie Mol (golden goal) 1-0 |                |           | Scheidsrechters: Stella Bartlema Caroline Brunekreef |

| 24 mei 2009 12:30       |           |                                                  |                                                      |
| Den Bosch               | 1-2 (1-1) | Amsterdam                                        | Scheidsrechters: Stella Bartlema Caroline Brunekreef |
| 17. Maartje Goderie 1-0 |           | 19. Fieke Holman (sc) 1-1 48. Kitty Vermalen 1-2 | Scheidsrechters: Stella Bartlema Caroline Brunekreef |

Eindrangschikking
| # | club                                                      |
| - | --------------------------------------------------------- |
| 1 | Amsterdam (kampioen 2008/09 en deelname Europacup I 2010) |
| 2 | Den Bosch (deelname Europacup I 2010)                     |
| 3 | Laren                                                     |
| 4 | SCHC                                                      |

## Promotie/degradatie play-offs
De als 10de en 11de geëindigde hoofdklassers HGC en Pinoké moesten zich via deze play-offs proberen te handhaven in de hoofdklasse. Push en Oranje Zwart zijn kampioen geworden van de overgangsklasse en moeten uitmaken wie de opengevallen plaats in de hoofdklasse overneemt van Hurley.
Play-off rechtstreekse promotie
|                   |      |           |              |  |
| 16 mei 2009 12:30 | Push | 0-1 (0-1) | Oranje Zwart |  |
| 16 mei 2009 12:30 |      |           |              |  |

|                   |              |           |      |  |
| 17 mei 2009 12:30 | Oranje Zwart | 2-6 (1-2) | Push |  |
| 17 mei 2009 12:30 |              |           |      |  |

|                   |              |           |      |  |
| 20 mei 2009 20:00 | Oranje Zwart | 2-1 (1-1) | Push |  |
| 20 mei 2009 20:00 |              |           |      |  |

Oranje Zwart gepromoveerd en Push neemt het op tegen Pinoké om promotie/handhaving. De nummers 2 van de beide overgangsklassen Forward en MOP nemen het tegen elkaar op om te bepalen wie in de tweede serie play-offs het dan op mag nemen tegen HGC.
Play-off nummers 2 overgangsklasse
|                   |         |           |     |  |
| 16 mei 2009 12:30 | Forward | 0-1 (0-1) | MOP |  |
| 16 mei 2009 12:30 |         |           |     |  |

|                   |     |           |             |  |
| 17 mei 2009 12:30 | MOP | 1-1 (1-1) | Forward wns |  |
| 17 mei 2009 12:30 |     |           |             |  |

|                   |     |           |         |  |
| 20 mei 2009 20:00 | MOP | 2-1 (0-1) | Forward |  |
| 20 mei 2009 20:00 |     |           |         |  |

Forward terug naar Overgangsklasse en MOP neemt het op tegen HGC om promotie/handhaving.
Play-offs tweede serie
|                   |      |           |        |  |
| 24 mei 2009 12:30 | Push | 1-2 (1-1) | Pinoké |  |
| 24 mei 2009 12:30 |      |           |        |  |

|                   |     |           |     |  |
| 24 mei 2009 12:30 | MOP | 0-2 (0-0) | HGC |  |
| 24 mei 2009 12:30 |     |           |     |  |

|                   |        |           |      |  |
| 27 mei 2009 20:00 | Pinoké | 2-0 (0-0) | Push |  |
| 27 mei 2009 20:00 |        |           |      |  |

|                   |     |           |     |  |
| 27 mei 2009 20:00 | HGC | 2-3 (1-1) | MOP |  |
| 27 mei 2009 20:00 |     |           |     |  |

|                   |     |           |     |  |
| 31 mei 2009 12:30 | MOP | 1-2 (0-2) | HGC |  |
| 31 mei 2009 12:30 |     |           |     |  |

Pinoké en HGC handhaven zich.
Nederlands landskampioenschap

1921/22 ·
1922/23 ·
1923/24 ·
1924/25 ·
1925/26 ·
1926/27 ·
1927/28 ·
1928/29 ·
1929/30 ·
1930/31 ·
1931/32 ·
1932/33 ·
1933/34 ·
1934/35 ·
1935/36 ·
1936/37 ·
1937/38 ·
1938/39 ·
1939/40 ·
1940/41 ·
1941/42 ·
1942/43 ·
1943/44 ·
1944/45 ·
1945/46 ·
1946/47 ·
1947/48 ·
1948/49 ·
1949/50 ·
1950/51 ·
1951/52 ·
1952/53 ·
1953/54 ·
1954/55 ·
1955/56 ·
1956/57 ·
1957/58 ·
1958/59 ·
1959/60 ·
1960/61 ·
1961/62 ·
1962/63 ·
1963/64 ·
1964/65 ·
1965/66 ·
1966/67 ·
1967/68 ·
1968/69 ·
1969/70 ·
1970/71 ·
1971/72 ·
1972/73 ·
1973/74 ·
1974/75 ·
1975/76 ·
1976/77 ·
1977/78 ·
1978/79 ·
1979/80 ·
1980/81
Hoofdklasse dames

1981/82 · 
1982/83 · 
1983/84 · 
1984/85 · 
1985/86 · 
1986/87 · 
1987/88 · 
1988/89 · 
1989/90 · 
1990/91 · 
1991/92 · 
1992/93 · 
1993/94 · 
1994/95 · 
1995/96 · 
1996/97 · 
1997/98 · 
1998/99 · 
1999/00 · 
2000/01 · 
2001/02 · 
2002/03 · 
2003/04 · 
2004/05 · 
2005/06 · 
2006/07 · 
2007/08 · 
2008/09 · 
2009/10 · 
2010/11 · 
2011/12 · 
2012/13 ·
2013/14 ·
2014/15 ·
2015/16 ·
2016/17 ·
2017/18 ·
2018/19 ·
2019/20 ·
2020/21 ·
2021/22 ·
2022/23 ·
2023/24 ·
2024/25 ·
Nederlandse competities: Hoofdklasse (zaal) · Promotieklasse · Overgangsklasse · Eerste klasse · Tweede klasse · Derde klasse · Vierde klasse · Gold Cup · Silver Cup

Nederlands kampioenschap: Lijst van Nederlandse landskampioenen hockey · Lijst van Nederlandse landskampioenen zaalhockey

Europese competities: Euro Hockey League · Europacup I · Europa Cup II · Europacup zaalhockey